# Città di Messina
Il Città di Messina è stato un incrociatore ausiliario della Regia Marina, già piroscafo passeggeri italiano.

## Storia
Costruita tra il 1909 ed il 1910, l'unità faceva parte di una serie di quattro veloci piroscafi passeggeri ordinati dalle Ferrovie dello Stato (gli altri tre erano Città di Palermo, Città di Siracusa e Città di Catania). Tali unità, simili nelle caratteristiche generali, si differenziavano nell'apparato propulsivo e di conseguenza anche nell'aspetto. Già prima dello scoppio della prima guerra mondiale era previsto, nei piani della Regia Marina, che in caso di guerra le quattro navi, in virtù della loro notevole velocità (20 nodi), sarebbero state requisite, armate ed impiegate come incrociatori ausiliari.
Per questa ragione nel 1911-1912, scoppiata guerra italo-turca, l'unità, al pari degli altri tre piroscafi similari, venne requisita ed armata come incrociatore ausiliario, prendendo quindi parte a tale conflitto. Terminate le ostilità, il Città di Messina tornò al servizio passeggeri di linea.
Poco prima dell'ingresso dell'Italia nella prima guerra mondiale, il Città di Messina fu nuovamente requisito, armato con 4 cannoni da 120/40 mm ed iscritto nel ruolo del naviglio ausiliario dello stato come incrociatore ausiliario. Il 24 maggio 1915, data dell'entrata in guerra, la nave aveva base a Brindisi, al comando del capitano di fregata Manzillo. Successivamente l'unità fu aggregata alla II Sezione del 1º Gruppo della IV Divisione navale.
Trasferita in Alto Adriatico poco dopo l'inizio della guerra, la nave fece ritorno a Brindisi l'8 settembre 1915, per rafforzare le formazioni già là dislocate.
Il Città di Messina ebbe impiego come trasporto truppe, nonché nelle crociere di vigilanza dello sbarramento del canale d’Otranto. Non prese parte ed eventi bellici di rilievo.
Verso la metà del 1916 l'unità venne destinata al gruppo incrociatori ausiliari Brindisi, insieme alle unità Città di Cagliari, Città di Catania, Città di Sassari e Città di Siracusa.
Alle sei del mattino del 23 giugno 1916 il Città di Messina, al comando del capitano di fregata Accame, salpò da Valona insieme al cacciatorpediniere francese Fourche, per una crociera a protezione dei drifters nel canele d'Otranto. Le due navi, procedendo alla velocità di 18 nodi (con il Città di Messina a circa 800-1000 metri a poppavia del Fourche), tennero rotta verso sudovest fino alle 7.10, quindi verso sud sino alla 7.50, per poi accostare verso ovest a tale ora. Alle 8.35 di quel giorno, tuttavia, da bordo dell'incrociatore ausiliario vennero avvistate le scie di due siluri sulla dritta, alla distanza ormai di appena 350 metri: il comandante Accame ordinò delle manovre evasive ed alcuni cannoni aprirono il fuoco contro le due armi, ma i siluri colpirono la nave a poppa: il Città di Messina affondò nel giro di due minuti, in posizione 40°09' N e 18°48' E (oppure 40°10' N e 18°54' E), una ventina di miglia a levante di Otranto. Nonostante la rapidità dell'affondamento, la quasi totalità dell'equipaggio riuscì a calare celermente la maggior parte di scialuppe e zatterini ed a mettervisi in salvo. Il Fourche segnalò l'accaduto a Brindisi e Valona richiedendo l'invio di unità per i soccorsi, mentre dava la caccia al sommergibile attaccante – che era l'austro-ungarico U 15 –, ritenendo, in seguito all'affioramento di una chiazza di olio, di averlo danneggiato od affondato; quindi si avvicinò alle imbarcazioni spiegando loro di attendere l'arrivo dei soccorsi, e mise in mare alcune scialuppe per recuperare i naufraghi che si trovavano in mare e necessitavano di aiuto, traendone in salvo una quarantina, molti dei quali feriti. Tuttavia l’U 15 era uscito illeso dalla caccia e passò nuovamente all'attacco – favorito dalla foschia (che riduceva la visibilità a 4-5 miglia). Alle dieci il cacciatorpediniere francese, mentre si avvicinava a 14 nodi ad una zattera rovesciata, venne colpito da un siluro e, spezzato in due, s'inabissò in mezzo minuto.
L’U 15 si allontanò mentre arrivavano i soccorsi (per primi il cacciatorpediniere italiano Nembo ed il francese Casque, seguiti poi da un altro cacciatorpediniere francese, il Protet – che trasse in salvo 42 uomini del Fourche e 22 italiani, 15 dei quali erano già stati in precedenza recuperati dal cacciatorpediniere affondato –, e da quattro italiani), che recuperarono i nove decimi dei due equipaggi. 
Fra l'equipaggio del Città di Messina si ebbero 33 morti e 302 sopravvissuti, mentre le perdite del Fourche ammontarono a 19 uomini su un totale di 85.